# Saturia
Saturia (en bengali : সাটুরিয়া) est une upazila du Bangladesh dans le district de Manikganj. En 1991, on y dénombrait 140 215 habitants.